# Decadència exponencial

Una quantitat que experimenta una decadència exponencial. Les constants de desintegració més grans fan que la quantitat desaparegui molt més ràpidament. Aquest gràfic mostra la decadència per a la constant de decadència (λ) de 25, 5, 1, 1/5 i 1/25 per a x de 0 a 5.

Una quantitat està subjecta a una decadència exponencial si disminueix a una velocitat proporcional al seu valor actual. Simbòlicament, aquest procés es pot expressar amb la següent equació diferencial, on N és la quantitat i λ (lambda) és una taxa positiva anomenada constant de decadència exponencial, constant de desintegració, constant de velocitat, o constant de transformació
{\displaystyle {\frac {dN}{dt}}=-\lambda N.}
La solució d'aquesta equació és:
{\displaystyle N(t)=N_{0}e^{-\lambda t},}
on N(t) és la quantitat en el temps t, N0 = N(0) és la quantitat inicial, és a dir, la quantitat en el temps t = 0.

## Vida mitjana
Si la quantitat en decadència, N (t), és el nombre d'elements discrets en un conjunt determinat, és possible calcular el temps mitjà que un element roman en el conjunt. Això s'anomena temps de vida mitjà (o simplement temps de vida), on la constant de temps exponencial, {\displaystyle \tau }, es relaciona amb la constant de velocitat de desintegració, λ, de la manera següent:
{\displaystyle \tau ={\frac {1}{\lambda }}.}
La vida mitjana es pot veure com un "temps d'escala", perquè l'equació de decadència exponencial es pot escriure en termes de la vida mitjana, {\displaystyle \tau }, en lloc de la constant de desintegració, λ :
{\displaystyle N(t)=N_{0}e^{-t/\tau },}
i això {\displaystyle \tau } és el moment en què la població de l'assemblea es redueix a 1/ e ≈ 0,367879441 vegades el seu valor inicial.

## Mitja vida
Una característica més intuïtiva de la decadència exponencial per a moltes persones és el temps necessari perquè la quantitat en decadència caigui a la meitat del seu valor inicial. (Si N (t) és discret, aquest és el temps de vida mitjà en lloc del temps de vida mitjà.) Aquest temps s'anomena vida mitjana, i sovint es denota amb el símbol t 1/2 . La vida mitjana es pot escriure en termes de la constant de decadència, o la vida mitjana, com:
{\displaystyle t_{1/2}={\frac {\ln(2)}{\lambda }}=\tau \ln(2).}